# Santé organique
SANTÉ organique es una marca de agua de manantial artesiana de México, embotellada en un manantial en las faldas del Volcán de Tequila en Jalisco. Está disponible en versiones de 355 ml y 600 ml.

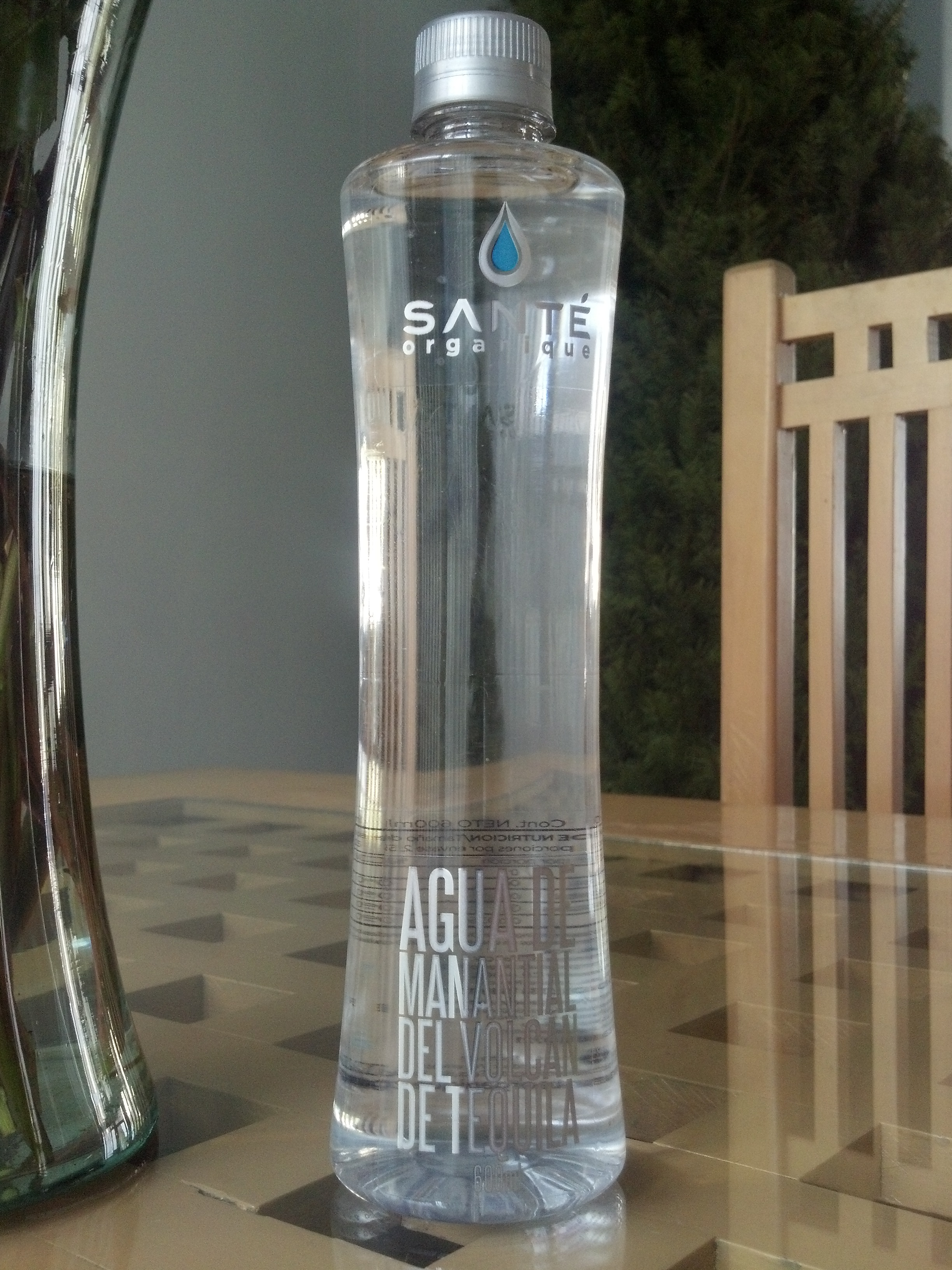
Botella de agua SANTÉ organique de 600 ml

## Historia
El proceso de Santé organique comienza con la captación pluvial en el volcán de Tequila, Jalisco, el agua obtenida se filtra sola en el volcán durante aproximadamente 5 años. Una vez pasado el tiempo de purificación en este, el agua es extraída del manantial de las faldas del Volcán de Tequila.

## Características
Tiene un nivel de pH de 6,9, casi neutro. 